# 林朝英 (清朝)

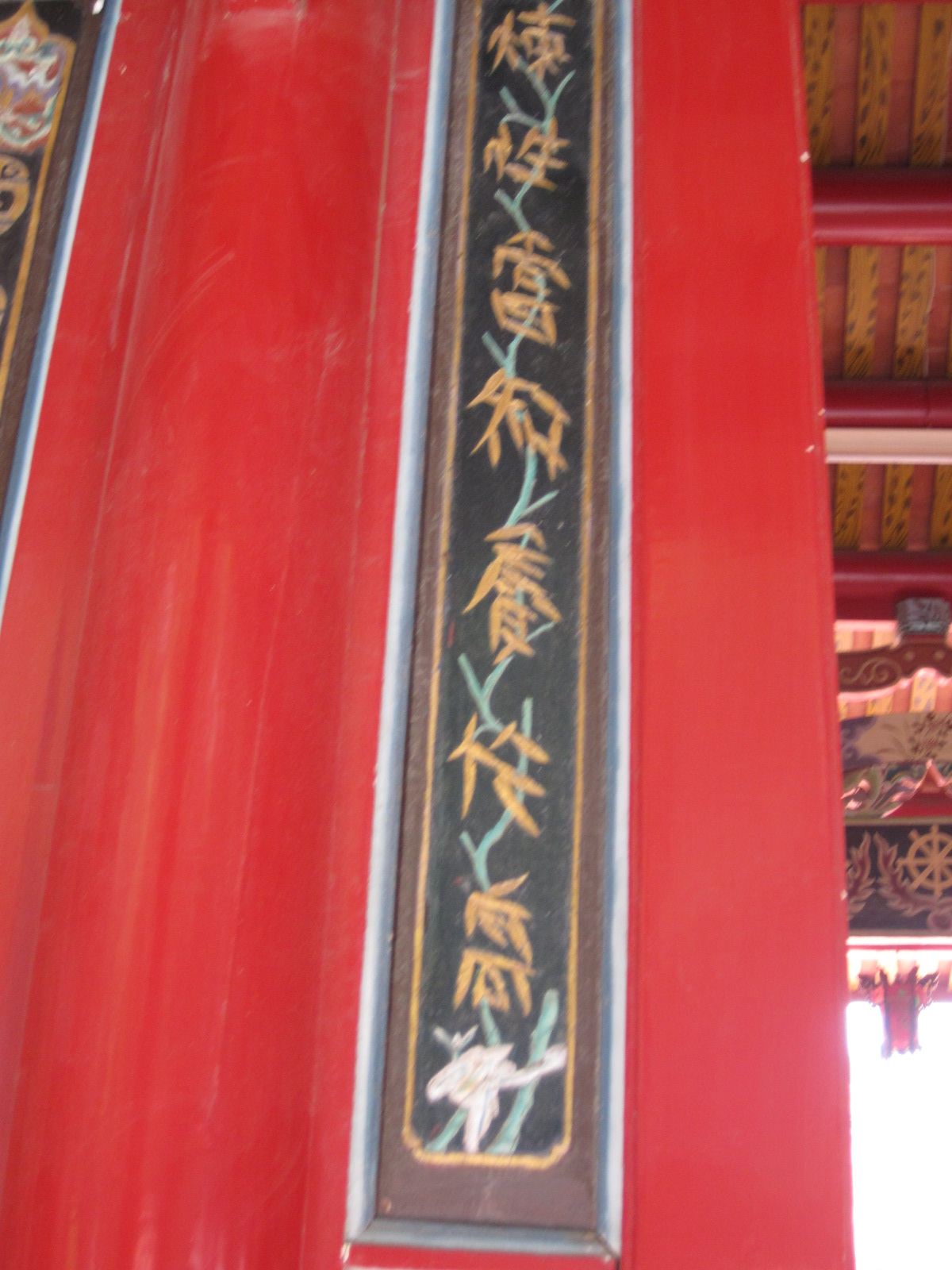
林朝英寫於臺南開元寺三川門的竹葉體楹聯。此為下聯，所寫的是「煉性當知養性高」。

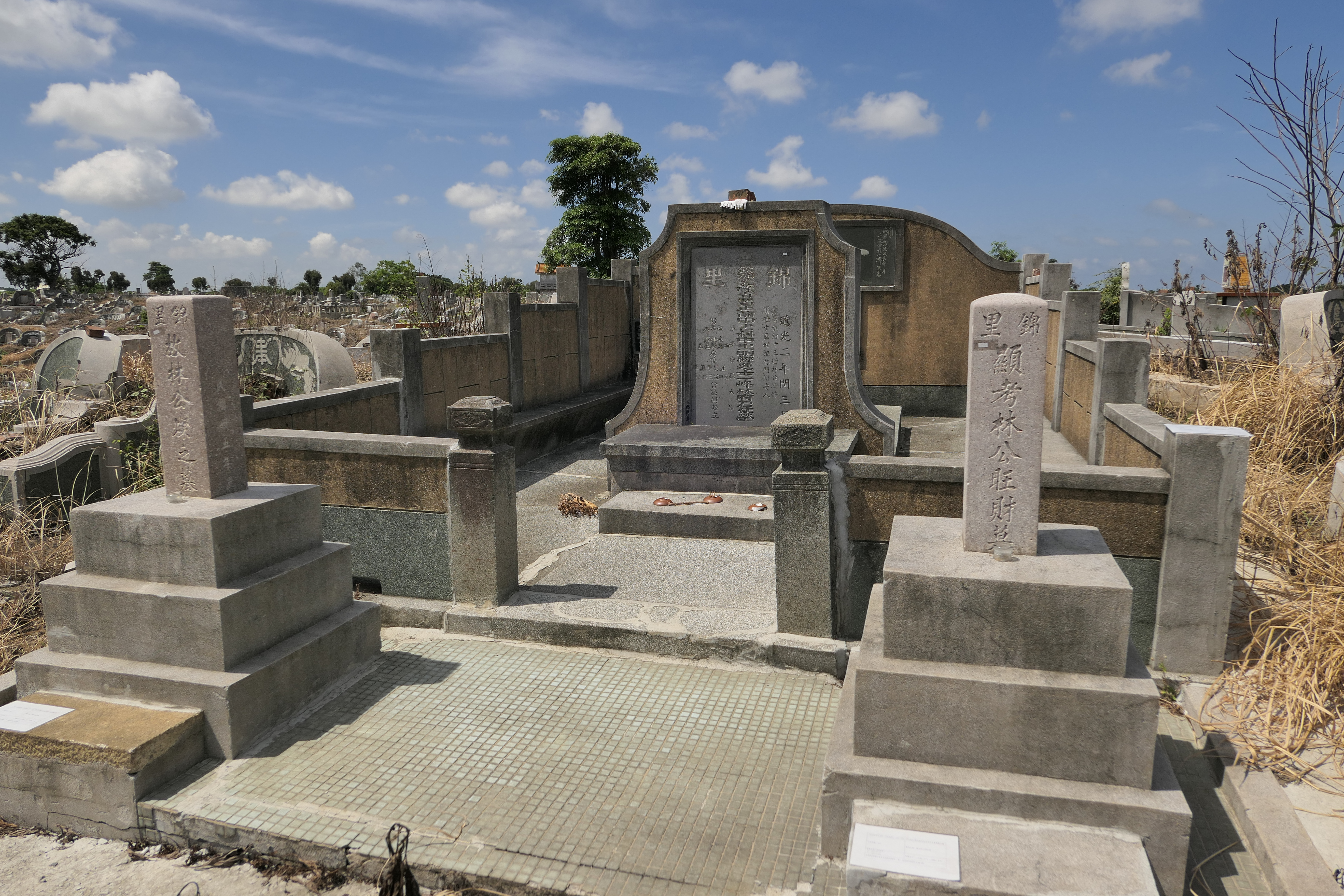
林朝英墓

林朝英（1739年—1816年），字伯彦，號梅峰、又號鯨湖英， 別署一峯亭，小名耀華或作夜華，臺灣府臺灣縣（今臺南市）人，清代艺术家。善於水墨畫、雕刻及書法，因被譽為「清代臺灣唯一藝術家」。而除了藝術家的身分，他也是府城的知名富商，樂善好施，曾獨資贊助臺灣縣文廟的興建。

## 生平
清康熙卅二年（1693年），林朝英祖父林登榜攜家帶眷渡臺，居住在府城嶺後街，創立「元美」號，經營布匹、砂糖等海運事業。乾隆四年（1739年），林朝英出生。
乾隆三十二年（1767年），林朝英28歲入郡庠（府學）受知於臺灣道道臺張珽，但數次赴福州秋闈皆不及第。在鄉試失利多次後，林朝英按部就班，從生員、廩生，直到乾隆五十四年（1789年）取得貢生資格。乾隆四十三年（1778年），他在臺灣府城三界壇興築宅第，名曰「蓬臺書室」，懸掛「一峰」木匾於庭園某亭。乾隆五十四年（1789年）以資授中書科中書銜。
嘉慶九年（1804）有鑑於臺灣縣儒學（文廟）老舊破敗，獨資捐出白銀五千多兩贊助重修，歷經三年完工。廟成後，朝廷加以褒揚：封從六品光祿寺署正，賜「重道崇文」匾、建牌坊。
嘉慶二十年（1816）壽終，年七十八歲，受清廷諡封「謙尊」。

## 書畫風格

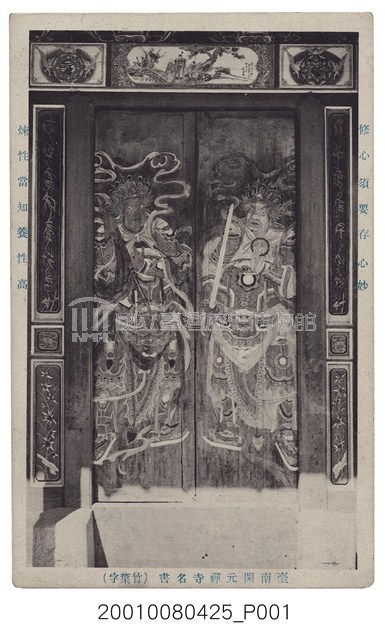
臺南開元禪寺門聯林朝英遺墨

林朝英擅長鵝群體草書及運用竹葉體行楷，並將奇秀豪放的筆意鎔鑄於繪畫之中，大膽舒放用筆，與明徐渭狂逸一脈相承。同時並將古代字帖畫稿，慎為校對，再雕刻在木板上。其遺墨包含題寫臺南開元寺三川門的楹聯、開基天后祖廟「湄靈肇造」與「慈慧」兩匾。如作於嘉慶八年（1803年）之〈墨荷〉，構圖在畫面中心交錯幾成十字型，筆法率意且富動感，呈現豐富的空間感。另外作於嘉慶十五年（1810年）的〈蕉石白鷺〉，其芭蕉葉的橫筆刷染與石頭的勾勒渲染，均係徐渭作風之延續。

## 詩作
- 闕題

又住湖干上，依人屋數椽。

晚山如我瘦，明月向誰圓。

酒薄寒難禦，愁多病易纏。

怒濤飛不到，聊借一枝眠。

- 闕題

疏萱翠葉影離離，歲晚松梅締故知。

棲鳳化鱗翻有待，虛心直節表清奇。

- 闕題

仙客乘槎不乘鶴，江上登樓槎上宿。

大別山頭風雨多，晴川閣上千年日。

江人但食武昌魚，溪女猶歌大堤谷。

國□萬艘去不遲，三楚遺思在蔀屋。

為君剪斷鸚鵡洲，染破瀟湘一片綠。

## 紀念
- 林朝英之子林瀛將「墓誌銘」、「行狀」的資料整合，刻板印製《一峰亭林朝英行略》[1]。
- 民國五十五年（1966年），盧嘉興發表〈清代臺灣唯一的藝術家林朝英〉。
- 民國六十二年（1973年），盧嘉興再發表〈清代臺灣藝術家林朝英〉。
- 民國六十五年（1976年），何政廣輯《清代臺南府城書畫展覽專集》。
- 民國七十二年（1983年），其自畫像被公開展示。
- 民國七十三年（1984年），陳奇祿主持行政院文化建設委員會，曾策畫精刊《明清時代臺灣書畫》。
- 民國一百五年（2016年）12月4日，「一峰獨秀─林朝英逝世二百週年紀念」活動，由臺南市政府文化局、國立臺灣歷史博物館與臺南市文化資產保護協會等單位通力合作舉辦。

## 其他
《臺灣日日新報》曾刊載署名「心庵」的〈一峰亭林朝英〉一文（1906年11月6日），文中曾寫說康熙時有個林姓太監試圖毒害皇帝，在動手之前曾企圖邀林朝英加入他，但林朝英反而寫信勸止他的不軌行動。而後林太監的毒殺行動失敗，在臺灣的林朝英以為會禍事上身，遂服毒自殺。然而林朝英是乾隆、嘉慶時的人，此則傳說與其完全對不上。
而連橫《臺灣通史》又將林朝英與嘉慶十八年（1813年）天理教林清事件結合，記說林朝英曾寫信勸諫林清，事後朝廷發現後曾召他入朝嘉獎，但林朝英以患病為由婉拒的故事。林文龍〈臺南林朝英史實與誤說〉認為《臺灣通史》的此段記述可能是與《臺灣日日新報》刊載的林太監故事有關，而連橫又將林太監改成了林清，並修改了一些情節。但認為這段記述並不足信，為所謂的「誤說」。

## 外部連結
- 全臺詩作者個人資料[永久]